# Mèdic d'Otricoli
Mèdic o Sanç (Sanctus, Σάγκτος) fou un metge romà nadiu d’Ocriculum (actual Otricoli, província de Terni, Úmbria, Itàlia) que fou martiritzat en el regnat de l'emperador Marc Aureli. La referència apareix al Monumenta Ecclesiae Otriculanae in Sabinis, però enlloc més. Al Menologium Graecum (vol. 3. p. 182), però, s'indica que era nadiu de Ravenna, no es diu que fou metge i que la seva memòria es commemora el 26 de juliol.
Ughelli a la Italia Sacra no esmenta Sanç, però dona Sant Mèdic com un dels protectors d'Ocriculum (o Otriculum). Finalment, les Acta Santorum fan constar Sant Mèdic, nadiu d'Otriculum, però no metge, i amb festa el 26 de juny, amb una història similar a la del menologi grec. Es pot pensar, doncs, que els dos noms corresponen a la mateixa persona, tot i que hi ha molta confusió.
A l'església de Santa Maria Assunta d'Otricoli es conserven les restes de sant Mèdic i altres màrtirs. Provenen de l'antiga abadia de San Vittore.